# The American Success Company
Pour plus de détails, voir Fiche technique et Distribution.
The American Success Company est un film américain réalisé par William Richert, sorti en 1979.

## Fiche technique
- Titre : The American Success Company
- Réalisation : William Richert
- Scénario : William Richert et Larry Cohen
- Photographie : Anthony B. Richmond
- Montage : Ralph E. Winters
- Musique : Maurice Jarre
- Pays d'origine : États-Unis
- Format : Couleurs - Mono
- Genre : comédie dramatique
- Durée : 91 minutes
- Date de sortie : 1979

## Distribution
- Jeff Bridges : Harry
- Belinda Bauer : Sarah
- Ned Beatty : Mr. Elliott
- Steven Keats : Rick Duprez
- Bianca Jagger : Corinne
- John Glover : Ernst
- Mascha Gonska : Greta
- Michael Durrell : Herman
- Eva Maria Meineke : Mme Heinemann
- Günter Meisner : Maitre
- Peter Capell : Lichtenstein
- Peter Chelsom : Mitchell
- Claudia Golling : Serveuse
- Michaela May : Attractive Teller
- Elisabeth Neumann-Viertel : la femme au chien
- William Richert : Caissier
- Ute Willing : Secrétaire